# Kumsenga
Kumsenga è una circoscrizione rurale (rural ward) della Tanzania situata nel distretto di Kibondo, regione di Kigoma. Conta una popolazione di 22 641 abitanti (censimento 2012). Di questi, il 48,1% degli uomini e il 51,9% delle donne.